# Welcome to Leith
Welcome to Leith ist ein US-amerikanischer Dokumentarfilm der Regisseure Michael Beach Nichols und Christopher K. Walker aus dem Jahr 2015. Der Film handelt von dem Versuch Craig Cobbs die Mehrheit und die Macht in der Stadt Leith in North Dakota zu übernehmen. Am 26. Januar 2015 hatte der Film Premiere auf dem Sundance Film Festival 2015.

## Handlung
Leith ist eine winzige Stadt in North Dakota, die 2010 eine Bevölkerung von 16 Einwohnern hatte. Im Mai 2012 zog Craig Cobb, ein kanadisch-amerikanischer Neo-Nazi, nach Leith, um eine Mehrheit von Neo-Nazis in dem Ort zu etablieren. Er kaufte zwölf Grundstücke. Zunächst führte Cobb das Leben eines harmlosen Eigenbrötlers in einem sehr bescheidenen Haus ohne fließendes Wasser. Dann machte er seinen Plan öffentlich, Leith durch Zuzug von Neo-Nazis in eine Stadt zu verwandeln, die eine Mehrheit von Neo-Nazis habe und so den Bürgermeister stellen könnten. Leith wurde zum Schauplatz eines Neonaziaufmarsches und einer Gegendemonstration. Die Einwohnerschaft Leith’ zu der auch ein Afroamerikaner gehört, stellte sich gegen Cobb.
Kynan Dutton, ein Veteran des Irakkrieges zog ebenfalls nach Leith und nahm seine Familie mit. Dutton stellte vor seinem Haus Flaggen der arischen Nationen auf und er trug einen SS-Totenkopf an seiner Kleidung. Dutton war Mitglied des National Socialist Movements und bekannte sich zum Nationalsozialismus. Die Atmosphäre im Ort war gekennzeichnet durch Hass, Misstrauen und Todesangst. Der Gemeinderat versuchte Cobb mit einer Verordnung zur Anbindung an die Kanalisation aus dem Ort zu ekeln. Als Dutton und Cobb mit Gewehren durch die Straßen marschierten, griff die Polizei ein. Cobb hatte Anwohner bedroht und sie sinngemäß als „verdammte Judenschweine“ (fucking kikes) tituliert. Beide wurden festgenommen und angeklagt. Sie wurden zu mehrmonatigen Haftstrafen verurteilt.
Die Einwohner von Leith rissen dessen Haus ab und Cobb zog nach seiner Entlassung weg. Bei den Einwohnern blieb ein Gefühl der Angst und Hilflosigkeit. Das Urteil nannte einer einen Witz. Das Southern Poverty Law Center stellte einen Zusammenhang zwischen Cobb und dem rechten Terroristen Frazier Glenn Miller, Jr., der im Overland Park in Kansas Juden ermordete, her. Weiterhin monierte das Southern Poverty Law Center, dass nach den Terroranschlägen vom 11. September 2001 fast sämtliche Mittel der Nachrichtendienste auf den islamischen Terrorismus verwendet worden seien und der rechtsradikale Terrorismus in den USA so wieder gedeihen konnte.

## Art der Darstellung
Der Film setzt sich zusammen aus Interviews mit Cobb, dessen Kameraden Kynan Dutton, Duttons Lebensgefährtin, Einwohnern Leith’, einer Mitarbeitern des Southern Poverty Law Centers und Ausschnitten aus Gemeinderatssitzungen, Gerichtsverhandlungen und kurzen Ausschnitten aus Nachrichtensendungen.

## Produktion
Nichols und Walker, die in New York leben, flogen im Oktober 2013 nach North Dakota, zwei Monate nachdem sie im August 2013 in der New York Times einen Artikel über Craig Cobbs Plan gelesen hatten, Leith in eine Stadt der White-supremacy-Anhänger zu verwandeln. Die Regisseure besuchten Leith innerhalb einer 8-monatigen Zeitspanne. 90 Tage brauchten sie, um den Film zu schneiden. Im Juni 2014 bgenannen Nichols und Walker damit, Gelder für die Verwirklichung des Filmes zu sammeln. Sie schafften es, 64.751 Dollar zu sammeln. Die Regisseure nannten Errol Morris als ihr Vorbild, was die Regiearbeit betrifft.
Der Film nahm 36.010 US-Dollar ein.

## Rezeption
Welcome to Leith erhielt überwiegend gute Kritiken. Auf der Website Rotten Tomatoes hält er eine positive Rate von 97 % (basierend auf 34 Kritiken) Metacritic wertete 15 Kritiken aus und nannte die Mehrheit der Kritiken positiv.
Indiewire-Kritikerin Kate Erbland lobte den Film als schockierend und erkenntnisreich.